# Остен-Сакен, Роберт Романович
Барон Ро́берт (Карл Роберт) Рома́нович О́стен-Са́кен (нем. Karl Robert Freiherr von der Ostten-Sacken; 1828, Санкт-Петербург — 1906, Гейдельберг) — энтомолог, дипломат.

## Биография
Происходит из старинного дворянского рода. Родился в 1828 году в Санкт-Петербурге. Воспитывался здесь во второй гимназии (1841—1845) и в Санкт-Петербургском университете на камеральном отделении, в 1849 году поступил в Министерство иностранных дел и служил секретарём миссии в Вашингтоне (1856—1862) и генеральным консулом в Нью-Йорке (1862—1871).
В 1873 году вышел в отставку, с 1877-го поселился в Гейдельберге.
Во время пребывания в Америке объездил Соединённые Штаты и составил обширные коллекции насекомых, особенно двукрылых, которые отчасти были разработаны самим Остен-Сакеном, отчасти Германом Лёвом.
Многочисленные работы Остен-Сакена посвящены почти исключительно двукрылым, главные из них относятся к фауне Северной Америки, но часть также к фауне других областей (России, Малайского архипелага, Филиппинских островов, Центральной Америки).
Остен-Сакен был первым, кто связал визуальные сигналы жуков-светляков с брачным поведением. 
Важнейшие работы Остен-Сакена:
- «Monographs of North American Diptera by Н. Loew and C. K. Osten-Sacken» (4 т., 1862—1878, I, Вашингтон),
- «Catalogue of the described Diptera of North America» (Вашингтон, 1858; второе издание, 1878),
- «Western Diptera, discriptions of new genera and Species of Diptera from the West of Mississipi» (Вашингтон, 1877),
- «Prodrome of a monograph of North American Tabanidae» («Mem. of the Boston Soc. of Natur. History», т. II, 1875—78).

По фауне России Остен-Сакен написал «Очерк современного состояния познания энтомологической фауны окрестностей Санкт-Петербурга» («Журнал Министерства народного просвещения», 1858); работа эта положила начало изучению петербургской фауны.
В честь Роберта Остен-Сакена назван астероид (335) Роберта, открытый 1 сентября 1892 года немецким астрономом Максом Вольфом в обсерватории Хайдельберга, а также комар Ormosia romanovichiana.